# 竹原三貴
竹原 三貴（たけはら みき、1989年7月4日 - ）は、兵庫県出身のプロボウリング選手。YouTuber。JPBA第44期生。ライセンスNo.480（2011年交付）。所属先はフリー(YouTuberとしてはUUUM所属)。関西学院大学卒業。BS日テレで放送されている『ボウリング革命 P★League』でのキャッチフレーズは「神戸のハッピーボウラー」。第35戦から出場していた。初勝利は5回目の出場の第40戦で連覇を前大会優勝の松永裕美に勝利し、その後に行われた準決勝第2試合で片井文乃に1ピン差で競り勝ち、初の決勝進出を決めた。惜しくは優勝は逃したものの姫路麗に次ぐ準優勝の結果を残した。ボウリングは右投げだが、元々は左利きで、子供の頃に右利きに矯正されたという。

## 来歴
高校時代に3回国体に出場している。大学3年時に六甲クィーンズオープントーナメントの前夜祭であるプロアマトーナメントで優勝。これを機にプロテスト受験を決意、大学在学中のままプロテストに一発で合格。大学卒業後はラウンドワン所属のプロボウラーとなった。
2018年5月　YouTuberとしてUUUMと所属契約。
2019年2月7日に、自身が配信しているYouTubeチャンネルにて所属していたラウンドワンを2019年3月15日をもって「卒業」することを公表。
2019年3月15日　ラウンドワンを退社。
2019年の下半期女子出場順位決定戦にエントリーしていたが、その後キャンセルした。
現在は全国各地のボウリング場に出向いてプロチャレンジ行脚を行っているほか自身のYouTubeチャンネルでの動画配信を行っている。

## 出演
- ボウリング革命 P★League（第35戦 - ）
- 炎の体育会TV（2012年6月4日、TBSテレビ）
- ブラックミリオン（2013年5月11日、テレビ東京）

## 成績

### 2012年
- MKチャリティカップ 24位
- P★League 第40戦 準優勝

### 2013年
- ROUND1Cup Ladies 2013 13位

### 2014年
- MKチャリティカップ 18位

### 2015年
- グリコセブンティーンアイス杯第3回プロアマボウリングトーナメント 10位

## Pリーグでの成績

### 2012年
- 第40戦 準優勝